# マゴメダリ・マゴメードフ
マゴメダリ・マゴメードフ（ロシア語: Магомедали Магомедов, ラテン文字転写: Magomedali Magomedov,ダルギン語: МяхӀяммадла урши МяхlяммадгӀяли 1930年6月15日 - 2022年12月4日）は、ダゲスタン共和国の政治家。ロシア連邦内ダゲスタン共和国最高会議議長・共和国国家評議会議長（元首）。息子のマゴメドサラム・マゴメードフもダゲスタン共和国元首を務めた（第2代大統領、2010-2013）。

## 経歴
1930年6月15日、ダゲスタン自治ソビエト社会主義共和国（ダゲスタンASSR）レワシンスキー地区レワシに生まれる。
1952年、ダゲスタン教育大学を卒業し、1968年にダゲスタン農業大学を卒業する。
1987年、ソビエト連邦時代にダゲスタンASSRの国家評議会議長に就任する。マゴメードフは、ロシア連邦の構成体としてのダゲスタンの体制を維持しようとした少数の指導者の一人であった。
1990年にダゲスタンASSRの最高会議議長に就任、1994年7月26日ダゲスタン共和国国家評議会議長選挙に立候補し当選する。1998年6月26日に再選、2002年6月25日に三選される。2006年2月19日に不明瞭な理由で辞職し、2日後、後任としてムフ・アリエフが大統領に就任した。
2022年12月4日、ダゲスタン共和国の首都マハチカラで92歳で死去。